# Sabirnička topologija
Sabirnička topologija (eng. Bus Network Topology) je pojam kojim se označuje povezivanje uređaja u lokalnu mrežu. Povezivanje se izvodi sabirnicom koja je zajednička ili multipleksirana. Na taj se način omogućuje istodobno prenositi podatke s više uređaja. 
Drugi pojmovi koji se u hrvatskoj literaturi koriste za ovaj pojam su sabirnica, sabirnička mrežna topologija i magistrala.